# Јелена Тројанска
Хелена (Јелена) је у грчкој митологији ћерка Зевса и Леде, жена краља Спарте, Менелаја, коју је отео Парис, тројански принц, због које је почео рат између античке Грчке и Троје, познат као Тројански рат. Хелена Спартанска познатија је као Хелена Тројанска, иако је била Гркиња а не Тројанка.

## Легенде о рођењу
Јелена је имала две могуће мајке.
По једном верзији она је кћи Немесиде, богиње одмазде, казне, коју је у облику гуске обљубио Зевс прерушен у лабуда. Немесида је положила плаво и сребрно јаје, које су некако дошле у Ледин посед.
Јелена се родила из једног од јајета, а Леда ју је узгајила као сопствену кћер.
Друга верзија каже да је Немесида била у свом природном облику. Афродита је помогла свом оцу да обљуби Немесиду лукавством. Претворена у орла она је прогонила Зевса претвореног у лабуда. Лажни лабуд је потражио заштиту у Немесидином наручју. Када је Немесида заспала, лабуд (Зевс) ју је обљубио. Као и у првој верзији, излегла је јаје које је нашла Леда.
Најпопуларнија верзија је да је Зевс у облику лабуда обљубио Леду, Тестијеву кћерку. Јелена је рођена из једног од неколико златних јаја која је положила Леда. Због тога је она била сестра Полидеука и полу-сестра Кастора и Клитемнестре, чији је отац био Тиндареј, краљ Спарте. Она је такође била полу-сестра Тимандре, Флионоје и Фебе.
Постоји још једна верзија, Хесиодова, који каже да је није родила ни Немесида ни Леда, већ да је била кћерка непознате Океаниде (види: Нимфа), коју је обљубио Зевс.
Без обзира ко јој је била мајка, сви је сматрају сестром Диоскура, близанаца Кастора и Полидеука, који су били њени заштитници.

## Јеленин живот
Када је Јелена имала дванаест година, много старији атински херој Тезеј је намеравао да је ожени. Отео ју је уз помоћ свог друга Пејритоја, уместо да затражи њену руку од оца Тиндареја. Тезеј ју је оставио на чување код своје мајке, Етре.
Њена браћа, познати близанци, Кастор и Полидеук су окупили војску, напали Атину и вратили сестру назад у Спарту.
Неки кажу да је Ифигенија кћерка Јелене и Тезеја, али то није у складу с њеним годинама. Ифигенију је подигла Клитемнестра, жена микенског краља Агамемнона, као да јој је права мајка.
Други кажу да је Ифигенија заиста била кћерка Агамемнона и Клитемнестре.

## Венчање и бекство за Троју
Кад је стигла за удају, Јелена је имала многе просце, тако да се Тиндареј уплашио да ће онај кога Хелена одабере изазвати гнев осталих. Одисеј је решио тај проблем саветујући спартанског краља да сви просци морају да положе заклетву, не само да ће прихватити њен избор већ да ће пружити сваку помоћ њеном будућем мужу кад је Јелена у питању. Она је одабрала Менелаја, сина Атрејевог и брата Агамемновог. Менелај је постао краљ Спарте, а она му је родила кћер Хермиону.
Када је тројански принц Парис једном дошао на спартански двор, Менелај га је гостио недељу дана, пре него што је отишао на Крит на сахрану свога оца. За време Менелајевог одсуства, захваљујући богињи Афродити, Јелена се заљубила у Париса. Јелена и Парис су побегли у Троју и тамо се венчали. Њено бекство је изазвало рат између Грка и Тројанаца који ће трајати десет година.

## Тројански рат
Краљ Агамемнон је, позивајући се на заклетву дату на Јеленином венчању, окупио највеће грчке хероје тога доба и са 1.227 бродова стигао под зидине Троје. Тројански рат описао је Хомер у епу Илијада.
На почетку Илијаде, јелена је заједно са тастом, тројанским краљем Пријамом посматрала као Грци и Тројанци постројавају своје снаге на тројанском пољу. Она је краљу одавала вође грчких снага, као што су Ајакс и Одисеј. Тражила је погледом и своју браћу, Кастора и Полидеука, не знајући да у они погинули док је она живела у Троји.
Пред крај рата, када је Парис погинуо, његова два брата су се борила за њу: Хелен и Деифоб. Дејфоб је победио и присилио је да се уда за њега. Поражен, Хелен је напустио Троју и запутио се на планину Иду, али га је Одисеј заробио. Хелен је био видовит. Када су Грци освојили Троју, Менелај је убио Деифоба. Хтео је да убије и Јелену због неверства и проливања толико крви. Иако више није била млада, Јелена је и даље била права лепотица, тако да је очарала Менелаја.

## Повратак у Спарту
Да ли због нестрпљивости да се врати кући или због беса што су богови дозволили да рат толико дуго траје, Менелај није желео да боговима положи жртве. Посејдон је послао олују која је скренула бродове с курса. Од осамдесет бродова с којима је кренуо за Троју, само пет је преживело олују. Менелај и Јелена су се насукани на обале Египта и тамо остали следећих седам година, пре него што су им богови дозволили да се врате у Спарту.
Неколико година пошто су се Менелај и Јелена вратили у Спарту, појавио се један путник намерник који се распитивао за судбину свога оца. Био је то Телемах, Одисејев син. Менелај је рекао Телемаху да је, према причању морског бога Протеја, нимфа Калипсо заточила Одисеја на свом острву.
Према Аполодору, постоји друга легенда по којој Јелена никада није била у Троји. Пошто је Парис отео Јелену, Зевс је послао Хермеса да је пренесе у Египат. Хермес је створио приказу, направљену од облака, која је заменила Jелену. Тако су се и Грци и Тројанци борили око утваре. По ово легенди, Jелена није никад извршила прељубу с Парисом и касније Деифобом. То је и био разлог зашто је Менелај после Тројанског рата послат у Египат, да пронађе своју праву супругу. Аполодор као извор ове легенде наводи Еврипидову драму Jелена.

## Jеленина смрт
Аполодор пише да, кад су Jелена и Менелај умрли и покопани, Хера је Менелаја учинила бесмртним јер је био Зевсов зет. Jелена и Менелај су потом живели на Острву блажених (Јелисејским пољима). Ово је у складу с Протејевим предсказањем Менелајевог живота у Египту, које и Хомер помиње у Одисеји.
Али, према Паусанији, Jелена је, после Менелајеве смрти, морала да бежи из Спарте кад су два Менелајева незаконита сина које му је родила робиња Пиерида – Мегапент и Никострат – узели власт у Троји. Jелена је отишла на Родос да би затражила помоћ од Полуксе, Тлеполемове удовице. Тлеполем се борио и погинуо у Троји, а убио га је Сарпедон, ликијски вођа. Полукса се претварала да је Jеленина пријатељица, али је, уз помоћ слушкиња, обесила о дрво и тако се осветила за смрт свога мужа.
Како год да је Jелена умрла, касније је обожавана као богиња. По Паусанији, била је позната као Богиња с дрвета. Према једном предању, када је Jелена отишла на Острва блажених, удали су је за хероја Ахила, иако је, према другим изворима, Ахил био ожењен Медејом.